# استیل‌کیس
استیل‌کیس (انگلیسی: Steelcase) شرکت لوازم خانگی آمریکایی است، که در سال ۱۹۱۲ تأسیس شد.